# Rivaz
Rivaz ([riv(ə)], toponimo francese) è un comune svizzero di 358 abitanti del Canton Vaud, nel distretto di Lavaux-Oron.

## Geografia fisica
Rivaz si affaccia sul lago di Ginevra; è il comune più piccolo del Canton Vaud per estensione territoriale.

## Storia
Il comune di Rivaz è stato istituito nel 1810 per scorporo da quello di Saint-Saphorin.

## Monumenti e luoghi d'interesse

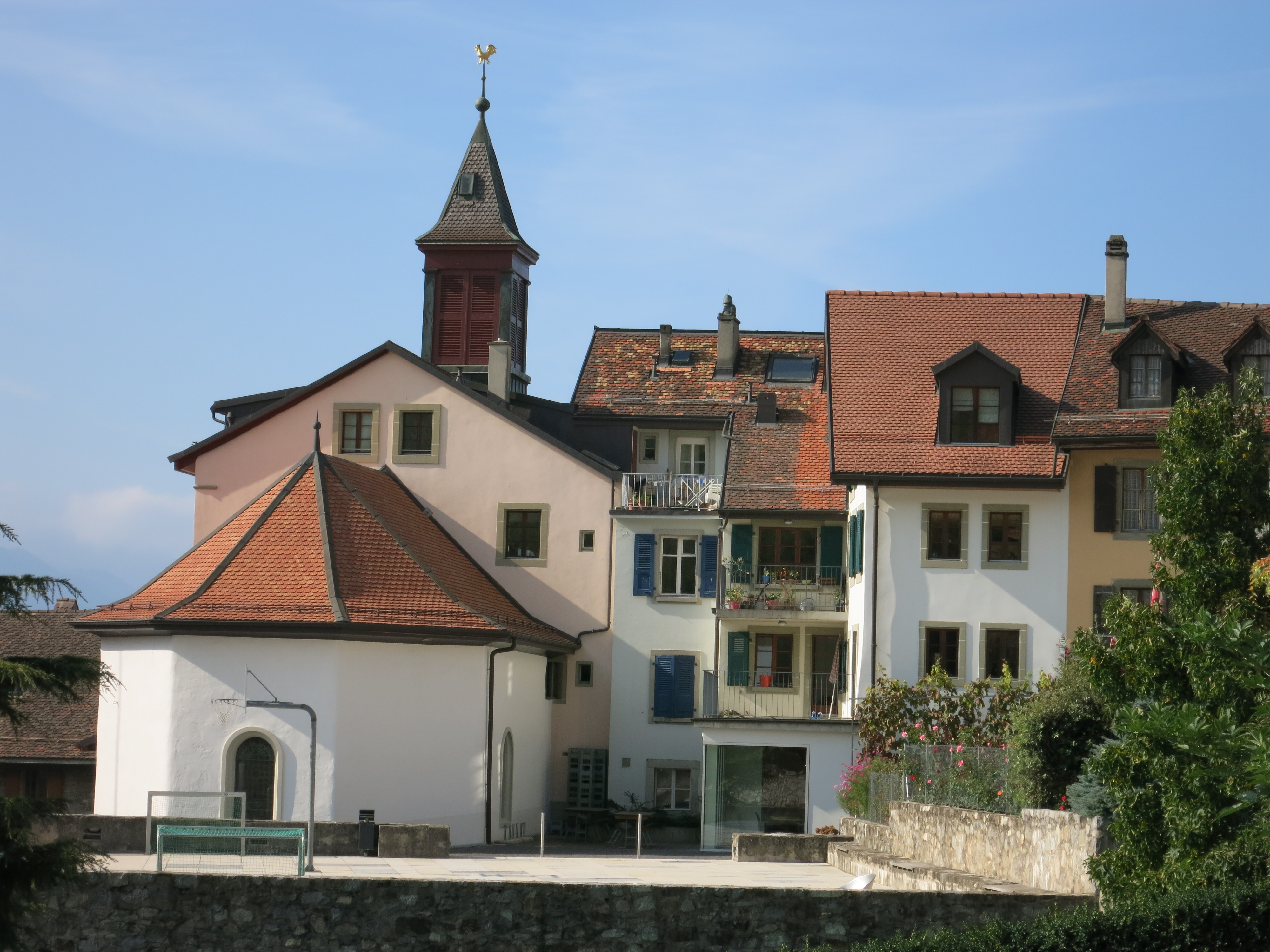
La cappella dei Santi Giovanni Battista e Bartolomeo

- Cappella dei Santi Giovanni Battista e Bartolomeo, eretta nel 1439-1446[1].

## Società

### Evoluzione demografica
L'evoluzione demografica è riportata nella seguente tabella:
Abitanti censiti

## Infrastrutture e trasporti

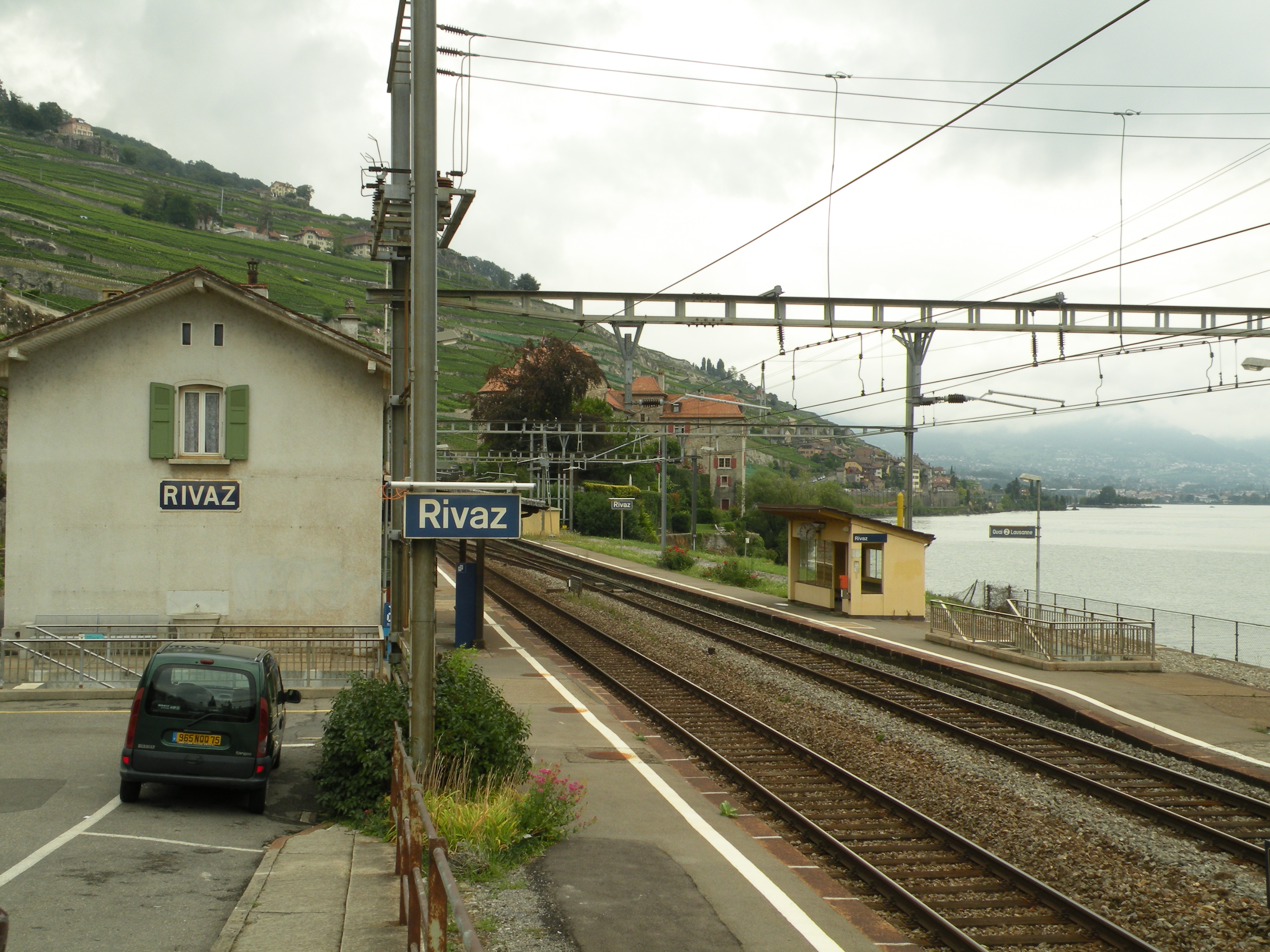
La stazione di Rivaz

Rivaz è servito dall'omonima stazione sulla ferrovia Losanna-Briga.

## Amministrazione
Ogni famiglia originaria del luogo fa parte del cosiddetto comune patriziale e ha la responsabilità della manutenzione di ogni bene ricadente all'interno dei confini del comune.